# 法尔日
法尔日（法語：Farges，法語發音：[faʁʒ]）是法国东部安省的一个市镇，属于热克斯区。

## 地理
法尔日（46°10'4"N, 5°54'19"E）面积14.28 平方千米，位于法国奥弗涅-罗讷-阿尔卑斯大区安省，该省份为法国东部省份，北起汝拉省，西北接索恩-卢瓦尔省，西接罗讷省和里昂大都会，南至伊泽尔省，东与萨瓦省、上萨瓦省和瑞士接壤。
与法尔日接壤的市镇（或旧市镇、城区）包括：谢泽里－福朗、科隆日、孔福尔、佩龙、普尼。

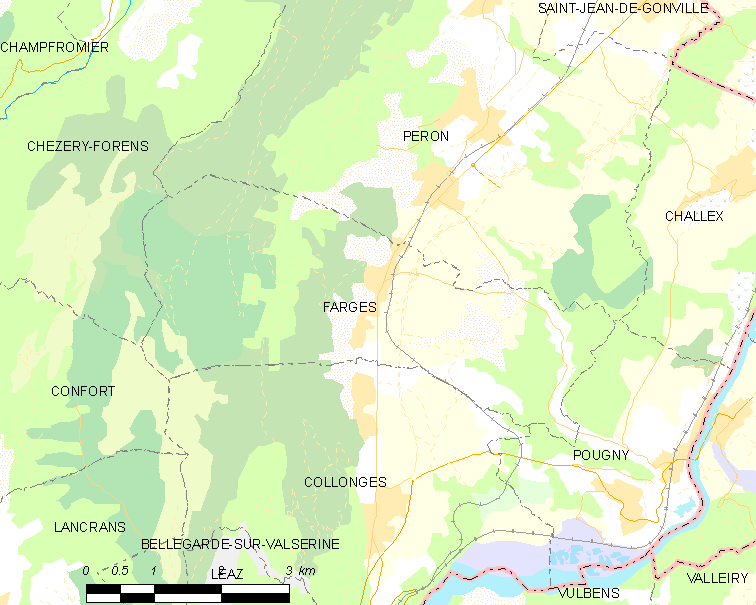
法尔日的OSM定位图

法尔日的时区为UTC+01:00、UTC+02:00（夏令时）。

## 行政
法尔日的邮政编码为01550，INSEE市镇编码为01158。

## 政治
法尔日所属的省级选区为图瓦里县。

## 人口

1962-2008年间法尔日人口变化图示

法尔日于2022年1月1日时的人口数量为1065人。